# Postav dom, zasaď strom
Postav dom, zasaď strom (anglicky Build a House Plant a Tree) je slovenský film z roku 1979. Tragický příběh mladého muže, který na cestě za svým životním snem o vlastním domě a šťastné rodině používá ne zrovna čisté způsoby.
„Po devíti letech zákazu točení hraných filmů mi byl nabídnut netočitelný scénář o pozitivním socialistickém hrdinovi. Pochopil jsem, že ho nesmím odmítnout. Předělal jsem scénář a natočil film, který mi místo milosti způsobil další odmlku. Asi proto, že jsem vycházel ze všeobecně známé praxe v socialistické vlasti: Kdo neokrádá stát, okrádá vlastní rodinu.” – Juraj Jakubisko.

## Děj
Tragikomedie ukazuje dvojakost lidské morálky, která nečekaně vyústi v tragický konec hlavního hrdiny. Mladý muž Jozef Matúš se usadí v malé vesnici. Svojí aktivitou si brzy získá sympatie obyvatel, pracuje jako řidič. Zamiluje se do místní krásky Heleny, svobodné matky s dítětem a jeho životní metou se stává postavit vlastní dům, kde bude šťastně žít se svojí rodinou, a to za každou cenu. Všechno chce získat hned. Vidina vysněného se mu však stane osudnou, dostává se na scestí, ztratí lásku a co je nejvážnější, přichází do konfliktu se zákonem a zůstává osamocen se svojí falešnou představou získat životní jistotu.

## Produkce
Film byl natočený dle námětu Mikuláše Kováče a scenáristicky ho přetvořila Lýdie Ragačová. Jako dramaturg se na tomto filmu podílel Tibor Vichta. Mnohé dobové kritiky upozorňovaly na nedotáhnutý scénář a slabou motivaci hlavního hrdiny. Na druhé straně bylo vyzdvihnuté formální zpracování snímku. V českém filmovém periodiku Záběr byla několik měsíců po premiéře filmu zveřejněna recenze hodnotící film jako pozoruhodný: „Režisérovu vynalézavost cítíme téměř z každého záběru, jistá formální vyumělkovanost (důmyslně “matoucí” střihy, kameramanské “schválnosti” atd.) přitom není v rozporu se syrovostí příběhu, který se na plátně odvíjí. Také herecké výkony, zejména téměř neznámého Pavla Nového a Jany Březinové v hlavních rolích, se dají označit za mimořádně zdařilé a přesvědčivé. Tvůrci “easternu” Postav dom, zasaď strom se úspěšně pokusili o netradiční zpracování romanticko-dobrodružného schématu v moderních kulisách a zároveň se jim podařilo natočit důvtipnou společenskou alegorii na naléhavé téma novodobého siláctví. Myslím, že to rozhodně není málo…“
Exteriéry se natáčely v Lubeníku, Zádieli, Rudňanoch, Dobšinej, Strečne, Poprade a Stratenej.

## Kritika
V druhé polovině sedmdesátých let se v Československu začala částečně uvolňovat politická situace. Juraj Jakubisko a Peter Solan dostali možnost, po několikaleté pauze v Štúdiu krátkych filmov, vrátit se k dlouhometrážním hraným filmům na Kolibu. Byl mu nabídnutý scénář o vzorovém socialistickém hrdinovi, který Jakubisko podrobil změnám. Avšak po dokončení Postav dom, zasaď strom následovalo zklamání. V Pravdě se objevila recenze dodnes nezjištěného anonymního autora podepsaného jako Peter Bal, který prohlásil, že film pomlouvá socialistickou společnost. Jakubisko tak dostal další zákaz. Tentokrát nesměl natáčet filmy s tehdy současnou tematikou. 
”Po devític letech se zúžila moje práce v krátkém filmu jen na reklamu. Kdy už se zdálo, že i tu mi zakážou, protože i moje reklamní filmy přinášely ocenění, stal se zázrak a totalitní moc kritizována západními novináři mi formálně nabídla ideologický scénář, který se po žádné stránce nedal realizovat. A tak jsem jej přepsal a upravil do podoby, která znovu vyústila do politické kampani vůči mne, a která téměř způsobila moje odmlčení se v tvorbě na dalších deset let.”